# Allée des Défenseurs-de-la-Caserne-de-la-Cité
L'allée Défenseurs de la Caserne de la Cité est une voie parisienne située dans le 4e arrondissement de Paris, en France.

## Situation et accès
La voie est située sur l'île de la Cité entre la place Louis-Lépine et le quai de la Corse-Pasquale-Paoli.

## Historique
Par délibération du 6 juin 2025, le tronçon Est de l'allée Célestin-Hennion prend la dénomination de « allée des Défenseurs de la Caserne de la Cité ».